# Биљни восак
Биљни восак је сваки природни восак биљног порекла. Попут других природних воскова, биљни воскови су смеше естара високомолекуларних алкохола са високомолекуларним масним киселинама и других супстанци као што су високомолекуларни угљоводоници, алкохоли, киселине и карбонилна једињења.
Код биљака, воскови се налазе у виду филма на површини биљних органа; стабла, грана, листова, цветова или плодова. Они дају чврстину поменутим органима, а и имају заштитну улогу. Ова заштита је посебно значајна код тропских врста, где ови воскови спречавају исушивање.
Попут других природних воскова, тек неки од њих имају ширу употребу, мада се и они све више потискују вештачким восковима. Познати биљни воскови су канделила, карнауба, еспарто, као и восак из шећерне трске.